# Bridgeport (Washington)
Bridgeport je grad u američkoj saveznoj državi Washington. Prema popisu stanovništva iz 2010. u njemu je živjelo 2.409 stanovnika.